# 春巡る
『春巡る』（はるめぐる）は、小畑友紀による日本の漫画作品。『Cookie』（集英社）2012年9月号にプロローグ「forget-me-not」（フォゲット・ミー・ノット）が掲載され、2013年1月号より連載されている。単行本は2014年7月現在既刊2巻。
自殺未遂をした少女の再生と、癌を患う子供たちの闘病がテーマの作品で、5年前に肺癌で亡くなった小畑の母親との１３ヶ月に及ぶ闘病期間と死去が、この作品を描く契機となった。

## あらすじ
医者の父、美人で料理上手な母、進学校に通うイケメンの兄と家族に恵まれ、自分の容姿にもまあまあ自信を持っていた篠崎梅乃は、女優やアイドルになることを夢見て、高校進学を楽しみにしていたが、現実は厳しく、持ち物を隠されるなど嫌がらせをされ、友達も1人もできなかった。もう、弁当を1人で食べるのは嫌だ、そう思った梅乃は発作的に川に飛び込み、自殺を図ってしまう。命をとりとめた梅乃は、同じ病棟で入院生活を送る同じ年代の患者たちと親しくなっていき、悠聖という少年に好意を抱く。悠聖が退院する日、また会う約束をした梅乃は、自分がいる場所が小児癌の専門病棟であることを初めて知る。

## 登場人物

### 主要人物
篠崎 梅乃（しのざき うめの）
高校1年生。新しいクラスで友達が出来ず、嫌がらせされることに悩み、自殺を図る。肋骨を折る重傷を負ったが、命に別状はなかった。整形外科の病棟にベッドの空きがなく、空きのあった小児癌病棟に収容され、周りの子供たちがどんな病気か知らずに親しくなっていく。
父親は大学病院の医者、母親はいわゆる美魔女、兄はイケメンで難関高校の生徒と、家族が自慢だった。子供の頃からちやほやされて育ち、自分の容姿にもまあまあ自信があり、芸能界を目指していたが、調子に乗っていると難癖を付けられ、嫌がらせされるようになった。
退院後も登校できなかったが、クラスメイトの淳の協力で通えるようになる。同年代の子供たちの過酷な病状を知り、自分がいかに甘ったれていたかを思い知り、変わろうと決意し、演劇部を見学する。
春原 悠聖（はるはら ゆうせい）
高校1年生。下肢大腿部骨肉腫。栃木県出身、在住。
空手糸杉流初段。身体能力が高く、大抵のスポーツを器用にこなし、容貌にも恵まれていたため女子から人気があった。
友達と何気なく見学に訪れた空手にのめり込み、小学6年生から糸杉流に転向する。空手の才能にも恵まれ、中学生で二段に昇段することも夢ではなかったが、我慢していた膝の痛みが徐々に増していき、稽古中に倒れ、骨肉腫と診断される。右足を膝下から切断することを勧められたが、空手の夢を諦められず、化学療法で腫瘍を小さくし、人工骨を入れる道を選んだ。稽古を再開するも、膝に違和感があり、以前のような動きができずもどかしい思いを抱えている。明るく振る舞っているが、再発の恐怖と戦っている。

### 癌患者
高木 佳野（たかぎ かの）
高校3年生。悪性リンパ腫。
休日だけ読者モデルをやっていた美少女。仕事中に顎の下に出来たしこりを指摘され、受診したところ、リンパ腫と診断された。モデルをやっていた時と同じ髪型のウィッグを付けている。
同じくモデルをしていた大学生と付き合っていたが、佳野の病気のことを知ると、荷が重いからと別れを告げられた。
真希（まき）
中学3年生。脳腫瘍。夢は、ロックのガールズバンドを結成すること。
ケン
小学4年生。脳腫瘍。入退院を繰り返す。
なずな
中学3年生。左上腕骨肉腫。
太陽（たいよう）
高校2年生。肺癌。右肺の5分の2を摘出している。静岡県出身。佳野のことが好き。
理沙（りさ）
悠聖より半年前に入院し治療を受けていたが、癌が全身に転移し、死亡した。

### その他
山吹 菜のは（やまぶき なのは）
悠聖の同い年の幼なじみ。空手道場の娘。糸杉流初段。悠聖にライバル心と恋心を抱く。
吉村 淳（よしむら じゅん）
梅乃のクラスメイトでクラス委員。立場上、退院後も登校しない梅乃を気遣って、登校できるように尽力し、友達になる。クラスで一番大人びており、どのグループにも属さず群れない。文芸部所属。
藤枝 静香（ふじえだ しずか）
演劇部部長。見学に来た梅乃よりも、付き添っていた淳を気に入り、勧誘する。

## 書誌情報
- 小畑友紀 『春巡る』 集英社 〈マーガレットコミックス〉 既刊2巻 （2014年7月現在）
  1. 2013年7月25日発売[集 1]、ISBN 978-4-08-845066-7
  2. 2014年4月25日発売[集 2]、ISBN 978-4-08-845198-5
    - 番外編 Early Spring（『別冊マーガレット』2013年5月号[3]）